# Filmkünstler A–Z
Filmkünstler A–Z ist ein einbändiges biografisches Nachschlagewerk mit Artikeln zu etwa 700 Filmschaffenden, darunter Regisseure, Schauspieler, Drehbuchautoren, Komponisten und Kameraleute, verfasst von Joachim Reichow. Es erschien 1967 in der Reihe Meyers Taschenlexikon im Verlag VEB Bibliographisches Institut Leipzig. Der Schwerpunkt liegt auf den Filmschaffenden der DDR  und ihrer sozialistischen Bruderländer, wobei auch viele jüngere, noch weniger bekannte Darsteller berücksichtigt wurden. Jedoch sind auch einige Stars des westdeutschen, US-amerikanischen, französischen, italienischen etc. Kinos vertreten.
Der Band enthält 16 Bildtafeln mit insgesamt 96 Schwarzweißfotos ausgewählter Filmleute. Die Artikel enthalten eine kurze Darstellung der bisherigen Karriere und eine Auswahl-Filmografie. Sie sind nicht immer neutral, sondern stellenweise deutlich auf- oder abwertend, so schreibt Reichow etwa über Walt Disney:

„Er schuf dabei eine ganze Reihe von Filmen, die offen den Zielen des amerikanischen Imperialismus dienten.“

Über Sergei Eisenstein hingegen:

„E. gehört zu den großen Meistern der Kinematographie und hat mit seinem Werk entscheidende Maßstäbe für den internationalen Film gesetzt.“

Im Anhang werden die bei einigen großen europäischen Filmfestivals (Cannes, Karlovy Vary, Moskau und Venedig) vergebenen Filmpreise aufgelistet.